# Aldighieri
Gli Aldighieri erano una nobile famiglia di Parma e successivamente di Contignaco.

## Storia

### Origini
Secondo la tradizione letteraria toscana anche Dante Alighieri (nato Durante degli Aldighieri) sarebbe appartenuto a questo stesso ramo familiare e l'origine della famiglia Aldighieri viene ricondotta a tal Aldighieri (Adegerius) dei Frangipane, antica famiglia nobile romana discendente diretta della famiglia Anicia. Lo stesso Dante rivendica attraverso le parole di Brunetto Latini un'ascendenza romana (Divina Commedia, Inferno, XV 73-78); sarebbe stato infatti il rampollo di una di quelle famiglie romane che, insieme ad altre famiglie fiesolane, fondarono Firenze dopo la distruzione di Fiesole da parte di Giulio Cesare.
Il nobile Ugo de Aldighieri uccise un notaio nel 1248, durante l'assedio di Parma da parte dell'imperatore Federico II.

### Aldighieri di Contignaco
Nel 1315 i Pallavicino capitolarono in seguito al violento attacco che il castello di Contignaco, in posizione cruciale per il controllo delle vicine saline di Salsomaggiore, subì da parte delle truppe mosse dalla nobile famiglia degli Aldighieri del ramo di Parma;guidate da Paolo Aldighieri,che rimase proprietario del castello e delle terre ,ereditate alla sua morte dai figli.Paolo Aldighieri, secondo un'antica leggenda locale,avrebbe incontrato nel castello Dante Alighieri,suo parente.Intorno alla metà del XV secolo la casata si legò alla famiglia Pallavicino grazie al matrimonio tra Giberto e Agnese, figlia di Rolando il Magnifico.
Il ramo di Contignaco si estinse nel 1537 con Gian Matteo Aldighieri, che morì privo di figli i fratelli erano migrati a Verona; il feudo fu assorbito dalla Camera Ducale di Milano, che lo assegnò agli Sforza Pallavicino.Sforza Pallavicino, Marchese di Cortemaggiore (Piacenza) e Marchese di Busseto (Piacenza), nacque a Fiorenzuola d'Arda nel 1519 e morí a Saló il 4 Febbraio 1585.Si sposó, nel 1545 con Giulia Sforza di Santa Fiora, e non ebbe discendenza.

## Personaggi illustri
Tra i suoi membri più noti:
- Papa Felice III (Felix Anicius): fu sommo pontefice dal 483 al 492;
- Papa Agapito I (Agapetus Anicius): fu sommo pontefice dal 535 al 536;
- Papa Gregorio I (Gregorius Anicius) (San Gregorio Magno): nato nel 540, fu sommo pontefice dal 590 al 604;
- Benedetto da Norcia, fondatore dell'ordine benedettino;
- Mainardino degli Aldighieri, vescovo di Imola;
- Rolando Aldighieri, podestà in diverse città, tra cui Pistoia (1272), Modena (1275), Cremona (1283) e Brescia (1285);
- Paolo Aldighieri, podestà di Verona (1337);
- Bonifacio Aldighieri, nominato marchese di Soragna nel 1534 dall'imperatore del Sacro Romano Impero Carlo V d'Asburgo in seguito a una lite giudiziaria con Giampaolo I Meli Lupi, che tuttavia mantenne il possesso del feudo;[7] Bonifacio alienò nel 1542 i diritti a Ferrante I Gonzaga;[8]
- Gherardo Aldighieri, podestà di Bassano del Grappa;
- Guglielmo Aldighieri, cavaliere crociato e cavaliere templare poi.

Nel recente passato si ricordano:
- Gottardo Aldighieri (Lazise, 1824 – Verona, 1906), cantante lirico di fama mondiale (baritono) nella seconda metà dell'800;
- Arturo Aldighieri, ingegnere, primo direttore generale delle acciaierie di Terni e amico personale del Negus Hailé Selassié;
- Giorgio Aldighieri (Vicenza, 1963), noto con lo pseudonimo di George Aaron, artista del genere Italo Disco anni '80.